# عبدالله یوسف عبدالله
عبدالله یوسف عبدالله (انگلیسی: Abdullah Yousef؛ زادهٔ ۱۹ آوریل ۱۹۹۴) یک بازیکن فوتبال است.